# Dere Street

Les principales voies romaines de Bretagne ; Dere Street est en bleu foncé.

Dere Street, ou Deere Street, est une voie romaine qui reliait York (Eboracum) aux camps romains disséminés le long le mur d'Hadrien et se prolongea ensuite jusqu'au mur d'Antonin. De nombreuses routes contemporaines comme l'A1 ou l'A68 (en) ont pris le relais sur le même itinéraire.

## Origine du mot
Le nom latin de cette route est perdu. Le terme anglais Dere Street vient du nom du royaume anglo-saxon de Deira, qui était traversé par une section de la voie romaine. Ce royaume et le camp romain de Derventio (en), situé sur cette route, tenaient peut-être leur nom de la rivière Derwent, dans le Yorkshire.
Le terme street vient du latin via strata, qui désignait n'importe quelle route pavée. Son usage n'était pas réservé aux voies urbaines comme en anglais actuel.

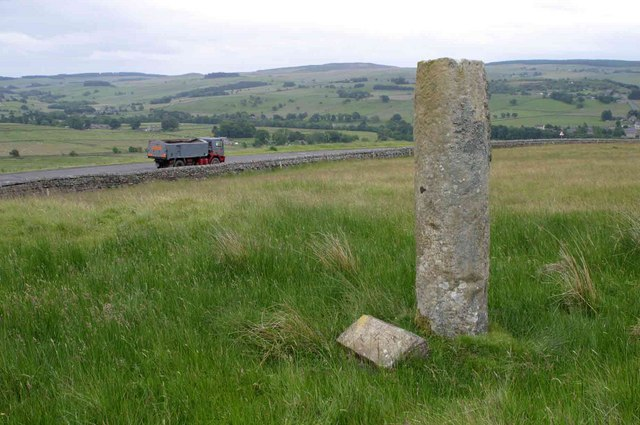
Une borne romaine devant Dere Street à West Woodburn, dans le Northumberland.